# 高凌霨
高凌霨（1870年9月12日—1940年3月4日），字澤畬，晚年别号苍桧，直隷省天津府天津縣人，中華民國政治人物。

## 生平

### 清末
高凌霨先世籍山东，明永乐二年（1404年）迁天津，世居西头。
清光緒二十年（1894年），高凌霨中试甲午科举人。以捐班知府分发湖北候补，歷任啓新書院中学堂副監督、湖北武備学堂監督、湖北省立造幣廠總辦。光緒三十四年（1908年）2月，經湖廣總督張之洞推薦，高凌霨升任湖北提学使。宣統二年（1910年）9月，升任湖北布政使。宣統三年（1911年）10月武昌起義爆發，高凌霨前往上海避難。

### 北洋政府
民国元年（1912年），高凌霨加入共和党任幹事。次年，奉北京政府之命負責改組国内各省的銀行。此後历署直隷省財政司司長兼直隷省征税調査處及国税籌備處處長。當時，高凌霨和駐保定的陸軍第3師師長曹錕交好。翌年4月，赴奉天省任都督張錫鑾的高等顧問。
民国六年（1917年），高凌霨當選直隷省選出的参議院議員。民国九年（1920年）任靳雲鵬内閣農商部次長，該内閣很快倒臺。民国十年（1921年）10月，經曹錕推薦，高凌霨就任財政總長（後兼任鹽務署督辦、幣制局督辦），继而在顏惠慶臨時內閣、梁士詒内閣任内務總長。
民国十一年（1922年）6月，高凌霨兼任交通總長。當時直系内部吳佩孚的「洛派」和曹錕的「津保派」發生對立。被視爲「津保派」的高凌霨在吳佩孚的壓力下被迫辞任。曹錕掌權後，高凌霨歷任財政總長、農商總長。民国十二年（1923年）1月，任张绍曾内阁内务总长，支持曹錕，参与驱逐黎元洪。6月14日张绍曾辞职，黎元洪总统出走后，高凌霨一度在摄政内阁中代理国务总理，摄行大总统职，并支持曹錕選總統。10月10日，曹錕通过賄選成为大總統，高凌霨卸任摄行大总统职责。民国十三年（1924年）1月10日，孙宝琦内阁成立，他卸任代理国务总理，改任税务督办。
同年10月，冯玉祥发动北京政变，曹锟被囚，高凌霨逃到天津，继又逃往上海。

### 中華民国臨時政府

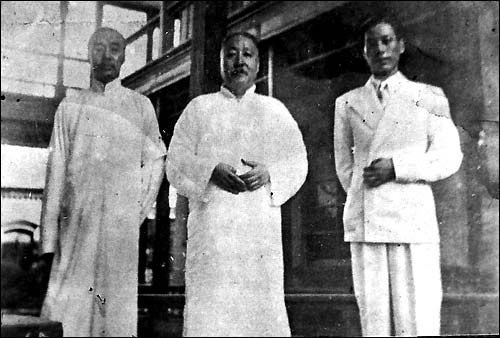
高凌霨（中）组织天津市治安维持会前后的留影

民国十五年（1926年），高凌霨由上海回到天津，寓居天津日租界桃山街，与张之洞之子张燕卿（后任满洲国外交大臣）过往密切，并参加了日本驻军直接控制的“中日同道会”。民国二十年（1931年），他在天津和段祺瑞、王揖唐組織中日密教研究会，并和日本秘密建立了政治聯係。此後，他參加救濟華北經濟委員会、東亞經濟協会等與日本合作的組織。民国二十四年（1935年）末，任冀察政務委員会委員。
民国二十六年（1937年），七七事变爆发，日軍佔領北平、天津，高凌霨組織天津市治安维持会並任委员长。同年12月，王克敏開始組織中华民国临时政府，12月14日，临时政府成立，高凌霨就任天津特別市市長、議政委員会委員兼河北省省長。民国二十七年（1938年），高凌霨卸任天津市市长，次年卸任河北省省长。
民国二十九年（1940年）3月4日，高凌霨在北京特別市因心臟病而去世。享年71歲。

## 家庭
高凌霨行五，其两兄均有声于天津文坛，兴办教育，参与编写天津县志等工作。
- 兄：高凌霄，同治癸酉（1873年）科擧人，光绪庚辰（1880年）科进士。其老住宅门上有“太史第”匾额，即凌霄得第时悬上的。
- 四兄：高凌雯，字彤阶，光绪癸巳（1893年）科舉人。